# Планинска пака
Планинска пака (лат. Cuniculus taczanowskii) је неотропска врста глодара из породице пака (Cuniculidae). 

## Распрострањење
Ареал врсте је ограничен на мањи број јужноамеричких држава: Венецуелу, Колумбију, Перу, Еквадор и Боливију.

## Станиште
Станиште ове врсте паке су планинске шуме од 1500 до 3700 метара.

## Угроженост
Ова врста је на нижем степену опасности од изумирања, и сматра се скоро угроженим таксоном.